# Smokey Robinson

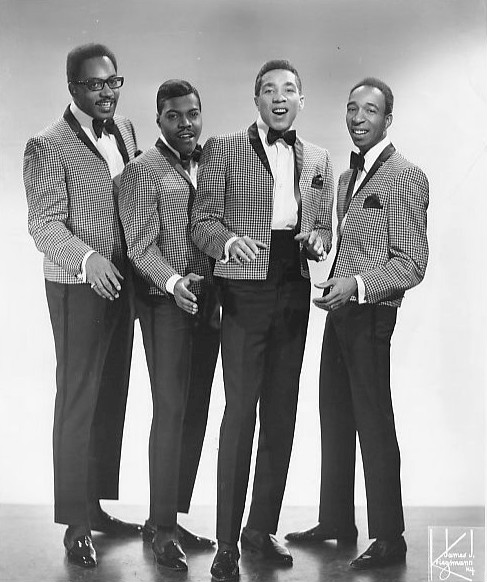
Smokey Robinson (tweede van rechts) & The Miracles (1972)

William "Smokey" Robinson, Jr. (Detroit, 19 februari 1940) is een Amerikaanse r&b- en soulzanger en muziekproducent. Hij was vicepresident van platenmaatschappij Motown Records tussen 1961 en 1988.

## Biografie

### Jeugd
Robinson is van Frans/Afro-Amerikaanse afkomst; zijn bijnaam 'Smokey' kreeg hij als kind van zijn oom Claude. Op de middelbare school blonk de hoogbegaafde Robinson uit in sport; maar desondanks koos hij voor de muziek en formeerde hij de doowopgroep Five Chimes.

### The Miracles
Robinson staat, samen met oprichter Berry Gordy, bekend als de belangrijkste vertegenwoordiger van Motown. Hij heeft, solo en als lid van The Miracles, zeventig hits in de Billboard Hot 100 gehad tussen 1959 en 1990. Met The Miracles, waarvan hij van 1955 tot 1972 deel uitmaakte, heeft Robinson twee Amerikaanse nummer 1-hits gescoord: The Tears of a Clown en Love Machine, Part 1. Hij componeerde en produceerde ook songs voor andere Motown-artiesten, onder wie Mary Wells (My guy), Brenda Holloway, Marvin Gaye, The Temptations en Michael Jackson.

### Solo

#### 1973-1986
In 1973 ging Robinson solo verder, maar zonder de Miracles leek hij er niet in te slagen om de hitsuccessen uit de jaren 60 voort te zetten zoals zijn collega's Stevie Wonder,  Marvin Gaye en ex-Temptations-lid Eddie Kendricks dat wel wisten te doen. Pas in 1975 kwam daar verandering in toen Baby That's Backatcha de eerste plek haalde in de Amerikaanse lijst. Quiet Storm, het titelnummer van zijn derde soloalbum, werd in 1993 door De La Soul gesampled op hun single Breakadawn. De naam van het nummer was ook de inspiratie voor radiopresentator Melvin Lindsey, die er vanaf 1976 een heel subgenre van creëerde. Tussen 1979 en 1983 volgden onder andere Cruisin', Being With You en Ebony Eyes, een duet met Rick James.
Vervolgens kreeg Robinson twee zware tegenslagen te verwerken; zijn vader, en Marvin Gaye overleden vlak na elkaar waarna hij verder wegzakte in zijn drugsverslaving. Robinson, tot zijn 29e geheelonthouder en vegetariër, was van marihuana via cocaïne op crack overgeschakeld; pas in 1986 lukte het hem om af te kicken. Datzelfde jaar kwam er een einde aan zijn huwelijk met ex-Miracles-zangeres Claudette Rogers.

#### 1987-heden
In 1987 bracht Robinson de comebacksingle Just To See Her uit die gepromoot werd met tv-optredens in binnen- en buitenland; in de Toppop-studio ging hij op de foto met de Britse band ABC naar aanleiding van hun succesvolle eerbetoon When Smokey Sings.
Begin 1988 verscheen Robinson, niet langer vicepresident van Motown, in de Amerikaanse versie van Sesamstraat; hij adviseerde TV Monster om geduldig te zijn en liet zich tijdens het uitvoeren van zijn oude hit You've really got a hold on me bijna wurgen door de letter U. Deze aflevering was een jaar eerder opgenomen.
Na het album Love Smokey uit 1990 stapte Robinson tijdelijk over naar het label SPK waarop hij slechts een album uitbracht. In 1999 keerde hij terug bij Motown voor een vierjarige periode die het album Intimate opleverde; daarna bracht hij albums uit met gospels (Food For The Soul) en jazz-standards (Time Flies When You're Having Fun).
Tijdens Jacksons herdenkingsdienst op 7 juli 2009 zei Robinson dat zijn nummer Who's loving you het best vertolkt was door de King of Pop.
Daarna verschenen Now and Then (2010), Smokey & Friends (2014) en Christmas Everyday (2017).
In 2018 nam Robinson het nummer Make It Better op met rapper/drummer Anderson Paak voor diens album Ventura.

## Discografie
Een overzicht van Robinsons soloalbums die hij uitbracht na The Miracles.
- Smokey (1973)
- Pure Smokey (1974)
- A Quiet Storm (1975)
- Smokey's Family Robinson (1976)
- Deep in My Soul (1977)
- Big Time (1977)
- Love Breeze (1978)
- Smokin' (1978)
- Where There's Smoke (1979)
- Warm Thoughts (1980)
- Being with You (1981)
- Yes It's You Lady (1982)
- Touch the Sky (1983)
- Essar (1984)
- Smoke Signals (1986)
- One Heartbeat (1987)
- Love, Smokey (1990)
- Intimate (1999)
- My World (The Definitive Collection) (2005)